# Liste von Anschlägen der Lord’s Resistance Army
Die Liste von Anschlägen der Lord’s Resistance Army beinhaltet eine unvollständige Übersicht über von Rebellen der christlich-synkretischen Lord’s Resistance Army verübte Anschläge.

## Erläuterung
In der Spalte Politische Ausrichtung ist die politische bzw. weltanschauliche Einordnung der Täter angegeben: faschistisch, rassistisch, nationalistisch, nationalsozialistisch, sozialistisch, kommunistisch, antiimperialistisch, islamistisch (schiitisch, sunnitisch, deobandisch, salafistisch, wahhabitisch), hinduistisch. Bei vorrangig auf staatliche Unabhängigkeit oder Autonomie zielender Ausrichtung ist autonomistisch vorangestellt, gefolgt von der Region oder der Volksgruppe und ggf. weiteren Merkmalen der Täter: armenisch, irisch (katholisch), kurdisch, tirolisch, tschetschenisch, dagestanisch, punjabisch (sikhistisch), palästinensisch.
Die Opferzahlen der Anschläge werden farbig dargestellt:

Die Zahl bei den Anschlägen getöteter/verletzter Täter ist in Klammern ( ) gesetzt.

## 1995
| Datum/Beginn   | Betroffenes Land | Ort            | Quelle | Täter | Mittel         | Ziel              | Tote | Verletzte | Entführte |
| -------------- | ---------------- | -------------- | ------ | ----- | -------------- | ----------------- | ---- | --------- | --------- |
| 20. April 1995 | Uganda           | Atiak-Massaker | [ 1 ]  | LRA   | Schusswaffen   | Dorf, Zivilisten  | 300  | unbekannt | unbekannt |
| 25. April 1995 | Uganda           | Gulu           | [ 2 ]  | LRA   | Schusswaffe(n) | Militärstützpunkt | 21   | 0         | 0         |

## 1996
| Datum/Beginn     | Betroffenes Land | Ort     | Quelle | Täter | Mittel                 | Ziel             | Tote | Verletzte | Entführte |
| ---------------- | ---------------- | ------- | ------ | ----- | ---------------------- | ---------------- | ---- | --------- | --------- |
| 08. März 1996    | Uganda           | Awara   | [ 3 ]  | LRA   | Schusswaffe(n)         | Dörfer           | 28   | 0         | 0         |
| 10. März 1996    | Uganda           | Karuma  | [ 4 ]  | LRA   | Schusswaffe(n)         | Buskonvoi        | 21   | 0         | 0         |
| 13. März 1996    | Uganda           | Karuma  | [ 5 ]  | LRA   | Schusswaffe(n)         | Bus              | 24   | 0         | 0         |
| 19. März 1996    | Uganda           | Pabbo   | [ 6 ]  | LRA   | Schusswaffe(n)         | Dorf             | 34   | 0         | 0         |
| 06. Juni 1996    | Uganda           | Cwero   | [ 7 ]  | LRA   | Schusswaffe(n)         | Militärkonvoi    | 23   | 0         |           |
| 12. Juli 1996    | Uganda           | Ochuloi | [ 8 ]  | LRA   | Schusswaffe(n)         | Flüchtlingslager | 91   | 20        | 4         |
| 25. Juli 1996    | Uganda           | Gulu    | [ 9 ]  | LRA   |                        | Dorf             | 58   | 0         | 0         |
| 04. August 1996  | Uganda           | Amuru   | [ 10 ] | LRA   | Hacken                 | Dorf             | 24   | 0         | 0         |
| 10. Oktober 1996 | Uganda           | Aboke   | [ 11 ] | LRA   | Granate(n), Entführung | Schülerinnen     | 4    | 30        | 139       |

## 1997
| Datum/Beginn    | Betroffenes Land | Ort    | Quelle | Täter | Mittel | Ziel   | Tote | Verletzte | Entführte |
| --------------- | ---------------- | ------ | ------ | ----- | ------ | ------ | ---- | --------- | --------- |
| 16. Januar 1997 | Uganda           | Kitgum | [ 12 ] | LRA   |        | Dörfer | 40   | 0         | 0         |

## 1998
| Datum/Beginn      | Betroffenes Land | Ort       | Quelle | Täter          | Mittel | Ziel               | Tote   | Verletzte | Entführte |
| ----------------- | ---------------- | --------- | ------ | -------------- | ------ | ------------------ | ------ | --------- | --------- |
| 27. November 1998 | Uganda           | Wii-Anaka | [ 13 ] | vermutlich LRA |        | Konvoi, Zivilisten | 7 (+4) | 28        | 6         |

## 2000
| Datum/Beginn       | Betroffenes Land | Ort    | Quelle | Täter | Mittel       | Ziel               | Tote | Verletzte | Entführte |
| ------------------ | ---------------- | ------ | ------ | ----- | ------------ | ------------------ | ---- | --------- | --------- |
| 24. Januar 2000    | Uganda           | Amuru  | [ 14 ] | LRA   | Schusswaffen | Flüchtlingslager   | 4    | Mehrere   | 0         |
| 14. Februar 2000   | Uganda           | Amuru  | [ 15 ] | LRA   | Entführung   | Soldat, Zivilisten | 5    | Unbekannt | 0         |
| 01. September 2000 | Uganda           | Kitgum | [ 16 ] | LRA   |              | Diskothek          | 8    | 6         | 0         |
| 10. Oktober 2000   | Uganda           | Gulu   | [ 17 ] | LRA   | Granaten     | Tanzsäle           | 9    | 60+       | 0         |

## 2001
| Datum/Beginn       | Betroffenes Land | Ort               | Quelle | Täter          | Mittel                     | Ziel                                      | Tote | Verletzte | Entführte |
| ------------------ | ---------------- | ----------------- | ------ | -------------- | -------------------------- | ----------------------------------------- | ---- | --------- | --------- |
| 27. Februar 2001   | Uganda           | nahe Lira         | [ 18 ] | LRA            |                            | Handelszentrum                            | 0    | 2         | 40        |
| 01. März 2001      | Uganda           | Gulu              | [ 19 ] | LRA            | Schusswaffen               | Zivilisten auf Lastwagen                  | 7    | 4         | 0         |
| 27. März 2001      | Uganda           | Kiryandongo       | [ 20 ] | vermutlich LRA | Schusswaffen, Entführung   | Studenten                                 | 11   | 2         | 2         |
| 28. April 2001     | Uganda           | Gulu              | [ 21 ] | vermutlich LRA | Schusswaffen, Entführung   | Dorf                                      | 5    | 2         | 3         |
| 27. August 2001    | Uganda           | nahe Pabbo (Gulu) | [ 22 ] | LRA            | Schusswaffen               | Bus                                       | 4    | 12        | 0         |
| 01. September 2001 | Uganda           | nahe Adjumani     | [ 23 ] | vermutlich LRA | Geschoss(e), Brandstiftung | NGO-Fahrzeug                              | 6    | 2         | 0         |
| 24. November 2001  | Uganda           | nahe Atiak        | [ 24 ] | vermutlich LRA | Schusswaffen               | Römisch-katholischer Priester, Zivilisten | 3    | 0         | 0         |

## 2002
| Datum/Beginn       | Betroffenes Land | Ort               | Quelle                                    | Täter          | Mittel                                           | Ziel               | Tote    | Verletzte | Entführte |
| ------------------ | ---------------- | ----------------- | ----------------------------------------- | -------------- | ------------------------------------------------ | ------------------ | ------- | --------- | --------- |
| 04. März 2002      | Uganda           | Gulu              | [ 25 ]                                    | LRA            | Schusswaffen                                     | Beerdigung         | 5       | 12        | 3         |
| 26. April 2002     | Sudan            | Eastern Equatoria | [ 26 ]                                    | LRA            | Schusswaffen                                     | Beerdigung         | 60      | 0         | 0         |
| 08. Mai 2002       | Sudan            | Eastern Equatoria | [ 27 ] [ 28 ] [ 29 ] [ 30 ] [ 31 ] [ 32 ] | LRA            | Schusswaffen, Brandstiftung                      | Dörfer, Zivilisten | 470     | Unbekannt | Unbekannt |
| 21. Juni 2002      | Uganda           | nahe Paico        | [ 33 ]                                    | LRA            | Geschoss(e)                                      | Polizeifahrzeug    | 1       | 2         | 0         |
| 01. Juli 2002      | Uganda           | Pader             | [ 34 ]                                    | LRA            | Schusswaffen                                     | Militärstützpunkt  | 16 (+9) | Unbekannt | 0         |
| 30. Juli 2002      | Uganda           | nahe Karuma       | [ 35 ]                                    | LRA            | Schusswaffen                                     | Zivilisten in Bus  | 0       | 15        | 0         |
| 05. August 2002    | Uganda           | nahe Kotido       | [ 36 ]                                    | LRA            | Schusswaffen                                     | Bus, Soldat        | 1       | 1         | 0         |
| 05. August 2002    | Uganda           | nahe Kitgum       | [ 37 ]                                    | LRA            | Schusswaffen, Sprengstoff, Panzer, Brandstiftung | Flüchtlingslager   | 45 (+4) | Unbekannt | 0         |
| 19. September 2002 | Uganda           | Gulu              | [ 38 ]                                    | LRA            | Äxte, Hacken, Schusswaffen                       | Dorf               | 14      | 5         | 1+        |
| 07. Oktober 2002   | Uganda           | Olinga            | [ 39 ]                                    | LRA            | Macheten                                         | Zivilisten         | 3       | 0         | 0         |
| 12. Oktober 2002   | Uganda           | Agago             | [ 40 ]                                    | LRA            | Macheten, Äxte, Keulen, Brandstiftung            | Dorf, Zivilisten   | 52      | Unbekannt | 0         |
| 21. Oktober 2002   | Uganda           | nahe Kampala      | [ 41 ]                                    | vermutlich LRA | Schusswaffen                                     | Bus, Zivilisten    | 0       | 4         | 0         |
| 22. Oktober 2002   | Uganda           | Pader             | [ 42 ]                                    | LRA            | Macheten, Knüppel                                | Dörfer             | 34      | Unbekannt | Unbekannt |
| 12. November 2002  | Uganda           | Pader             | [ 43 ]                                    | LRA            | Schusswaffen, Brandstiftung                      | Zivilisten in Bus  | 5       | 0         | 0         |
| 13. November 2002  | Uganda           | Lira              | [ 44 ]                                    | vermutlich LRA | Äxte, Keulen, Macheten, Brandstiftung            | Zivilisten         | 7       | 3         | 23        |
| 12. Dezember 2002  | Uganda           | Kitgum            | [ 45 ]                                    | vermutlich LRA | Macheten                                         | Zivilisten         | 6       | 0         | 0         |

## 2003
| Datum/Beginn       | Betroffenes Land | Anschlag              | Täter          | Politische Ausrichtung | Mittel                            | Ziel                                       | Tote   | Verletzte | Hintergrund  |
| ------------------ | ---------------- | --------------------- | -------------- | ---------------------- | --------------------------------- | ------------------------------------------ | ------ | --------- | ------------ |
| 03. Januar 2003    | Uganda           | Anschlag in Gulu      | LRA            | christlich             | Schusswaffen                      | Zivilisten                                 | 6      |           | LRA-Konflikt |
| 08. April 2003     | Uganda           | Anschlag in Adjumani  | vermutlich LRA | christlich             | Schusswaffen                      | Konvoi, Zivilisten                         | 10     | 11        | LRA-Konflikt |
| 15. April 2003     | Uganda           | Anschlag in Gulu      | vermutlich LRA | christlich             | Schusswaffen, Brandstiftung       | Flüchtlingslager                           | 10     | 0         | LRA-Konflikt |
| 10. Mai 2003       | Uganda           | Anschlag in Gulu      | LRA            | christlich             | Schusswaffen, Entführung          | Juniorseminar                              | 1      | 0         | LRA-Konflikt |
| 23. Mai 2003       | Uganda           | Anschlag in Abim      | vermutlich LRA | christlich             | Schusswaffen                      | Handelszentrum, Soldaten                   | 7 (+2) |           | LRA-Konflikt |
| 28. Mai 2003       | Uganda           | Anschlag nahe Pakwach | vermutlich LRA | christlich             | Schusswaffen, Brandstiftung       | Zivilisten in Bus                          | 14     | 12        | LRA-Konflikt |
| 29. Mai 2003       | Uganda           | Anschlag nahe Gulu    | vermutlich LRA | christlich             | Brandstiftung                     | Pick-up, Zivilisten                        | 1      | 1         | LRA-Konflikt |
| 15. Juni 2003      | Uganda           | Anschlag in Kole      | vermutlich LRA | christlich             | Brandstiftung, Entführung         | Zivilisten, Hütten                         | 18     |           | LRA-Konflikt |
| 16. Juni 2003      | Uganda           | Anschlag in Amuria    | LRA            | christlich             | Brandstiftung, Entführung         | Häuser, Gesundheitszentrum, Zivilisten     | 4      |           | LRA-Konflikt |
| 24. Juni 2003      | Uganda           | Anschlag in Soroti    | vermutlich LRA | christlich             | Schusswaffen                      | Zivilisten in Bus                          | 1      | 6         | LRA-Konflikt |
| 01. Juli 2003      | Uganda           | Anschlag in Lira      | vermutlich LRA | christlich             | Schusswaffen                      | Pick-up, Soldaten, Zivilisten              | 11     | 17        | LRA-Konflikt |
| 21. Juli 2003      | Uganda           | Anschlag in Amuru     | LRA            | christlich             | Schusswaffen                      | Burundische Zivilisten in Pick-up          | 4      | 2         | LRA-Konflikt |
| 02. August 2003    | Uganda           | Anschlag in Gulu      | vermutlich LRA | christlich             | Macheten                          | Zivilisten                                 | 9      |           | LRA-Konflikt |
| 01. September 2003 | Uganda           | Anschlag in Soroti    | LRA            | christlich             | Schusswaffen, stumpfe Gegenstände | Binnenflüchtlinge in Bus, Flüchtlingslager | 22+    |           | LRA-Konflikt |
| 26. September 2003 | Uganda           | Anschlag im Norden    | LRA            | christlich             | Schusswaffen                      | Militäreskorte, Zivilisten                 | 7      |           | LRA-Konflikt |
| 28. September 2003 | Uganda           | nahe Soroti           | LRA            | christlich             | Landmine                          | Milizionäre                                | 20     | Unbekannt | LRA-Konflikt |
| 13. Oktober 2003   | Uganda           | Anschlag in Lira      | LRA            | christlich             | Schusswaffen                      | Bar, Zivilisten                            | 20     | 22        | LRA-Konflikt |
| 17. November 2003  | Uganda           | Anschlag in Lira      | LRA            | christlich             | Stichwaffen, Entführung           | Zivilisten                                 | 34     |           | LRA-Konflikt |
| 18. November 2003  | Uganda           | Anschlag in Lira      | LRA            | christlich             | Körperliche Gewalt                | Zivilisten                                 | 12     |           | LRA-Konflikt |
| 22. November 2003  | Uganda           | Anschlag in Katakwi   | LRA            | christlich             |                                   | Zivilisten in Minibus                      | 5      |           | LRA-Konflikt |

## 2004
| Datum/Beginn     | Betroffenes Land | Anschlag             | Täter          | Politische Ausrichtung | Mittel                                | Ziel                       | Tote | Verletzte | Hintergrund  |
| ---------------- | ---------------- | -------------------- | -------------- | ---------------------- | ------------------------------------- | -------------------------- | ---- | --------- | ------------ |
| 05. Februar 2004 | Uganda           | Anschlag nahe Lira   | LRA            | christlich             | Schusswaffen, Macheten, Brandstiftung | Flüchtlingslager           | 56   | 70+       | LRA-Konflikt |
| 15. April 2004   | Uganda           | Anschlag in Adjumani | LRA            | christlich             | Schusswaffen, Panzerfaust             | Konvoi, Zivilisten         | 13   | 8         | LRA-Konflikt |
| 16. Mai 2004     | Uganda           | Anschlag in Gulu     | LRA            | christlich             |                                       | Binnenflüchtlinge          | 22   |           | LRA-Konflikt |
| 17. Mai 2004     | Uganda           | Anschlag in Kitgum   | LRA            | christlich             |                                       | Zivilisten                 | 7    | 10        | LRA-Konflikt |
| 17. Mai 2004     | Uganda           | Anschlag in Kitgum   | LRA            | christlich             |                                       | Bus, Zivilisten            | 5    | 9         | LRA-Konflikt |
| 19. Mai 2004     | Uganda           | Lukodi-Massaker      | vermutlich LRA | christlich             | Brandstiftung, Entführung             | Dorf, Soldaten, Zivilisten | 69   |           | LRA-Konflikt |
| 21. Mai 2004     | Uganda           | Anschlag im Norden   | LRA            | christlich             | Macheten, Knüppel                     | Zivilisten                 | 42   |           | LRA-Konflikt |
| 03. Juni 2004    | Uganda           | Anschlag in Kitgum   | LRA            | christlich             |                                       | Binnenflüchtlinge          | 23   | 10        | LRA-Konflikt |
| 04. Juni 2004    | Uganda           | Anschlag in Kitgum   | LRA            | christlich             | Schusswaffen, Hacken                  | Flüchtlingslager           | 20   |           | LRA-Konflikt |
| 09. Juni 2004    | Uganda           | Anschlag in Oyam     | LRA            | christlich             | Schusswaffen                          | Zivilisten                 | 25   |           | LRA-Konflikt |
| 09. Juni 2004    | Uganda           | Anschlag in Apac     | LRA            | christlich             | Brandstiftung                         | Flüchtlingslager           | 20   | Unbekannt | LRA-Konflikt |
| 10. Juni 2004    | Uganda           | Anschlag in Gulu     | LRA            | christlich             |                                       | Zivilisten                 | 6    |           | LRA-Konflikt |
| 11. Juli 2004    | Uganda           | Anschlag in Lira     | vermutlich LRA | christlich             | Entführung                            | Familie                    | 11   | 0         | LRA-Konflikt |

## 2005
| Datum/Beginn      | Betroffenes Land | Anschlag                      | Täter          | Politische Ausrichtung | Mittel                               | Ziel                                  | Tote   | Verletzte | Hintergrund  |
| ----------------- | ---------------- | ----------------------------- | -------------- | ---------------------- | ------------------------------------ | ------------------------------------- | ------ | --------- | ------------ |
| 24. Februar 2005  | Uganda           | Anschläge im Norden           | LRA            | christlich             |                                      | Militärfahrzeug, Soldaten, Zivilisten | 19     |           | LRA-Konflikt |
| 09. März 2005     | Uganda           | Anschläge Adjumani            | LRA            | christlich             |                                      | Dörfer, Zivilisten                    | 6 (+1) | 16        | LRA-Konflikt |
| 05. Mai 2005      | Uganda           | Anschlag in Gulu              | LRA            | christlich             | Schuss- und Stichwaffen              | Zivilisten                            | 10     | 14        | LRA-Konflikt |
| 06. Mai 2005      | Uganda           | Anschlag nahe Gulu und Kitgum | vermutlich LRA | christlich             | Schusswaffen, Macheten, Äxte, Hacken | Soldaten, Fahrzeug, Flüchtlinge       | 20     |           | LRA-Konflikt |
| 27. Mai 2005      | Uganda           | Anschlag in Kitgum            | LRA            | christlich             | Schusswaffen, Macheten               | Zivilisten                            | 8      | 0         | LRA-Konflikt |
| 20. Juni 2005     | Uganda           | Anschlag in Pader             | LRA            | christlich             | Stichwaffe(n)                        | Zivilisten                            | 3      | 0         | LRA-Konflikt |
| 10. Juli 2005     | Uganda           | Anschlag in Lamwo             | LRA            | christlich             | Schusswaffen                         | Infrastruktur, Zivilisten             | 14     | 0         | LRA-Konflikt |
| 27. August 2005   | Uganda           | Anschlag nahe Kalongo         | vermutlich LRA | christlich             | Schusswaffen                         | Zivilisten auf Lastwagen              | 7      |           | LRA-Konflikt |
| 21. November 2005 | Uganda           | Anschlag in Pader             | LRA            | christlich             | Schusswaffen, Brandstiftung          | Bus, Zivilisten                       | 12     | 5         | LRA-Konflikt |

## 2006
| Datum/Beginn     | Betroffenes Land             | Anschlag              | Täter          | Politische Ausrichtung | Mittel       | Ziel             | Tote    | Verletzte | Hintergrund  |
| ---------------- | ---------------------------- | --------------------- | -------------- | ---------------------- | ------------ | ---------------- | ------- | --------- | ------------ |
| 23. Januar 2006  | Demokratische Republik Kongo | Anschlag in Orientale | LRA            | christlich             | Schusswaffen | Blauhelmsoldaten | 8 (+15) |           | LRA-Konflikt |
| 19. Oktober 2006 | Sudan                        | Anschlag in Juba      | vermutlich LRA | christlich             | Schusswaffen | Zivilisten       | 42      | 16        | LRA-Konflikt |

## 2007
| Datum/Beginn    | Betroffenes Land | Anschlag                      | Täter          | Politische Ausrichtung | Mittel | Ziel       | Tote | Verletzte | Hintergrund  |
| --------------- | ---------------- | ----------------------------- | -------------- | ---------------------- | ------ | ---------- | ---- | --------- | ------------ |
| 01. Januar 2007 | Sudan            | Anschlag in Eastern Equatoria | vermutlich LRA | christlich             |        | Zivilisten | 13   | 8         | LRA-Konflikt |

## 2008
| Datum/Beginn       | Betroffenes Land             | Anschlag                      | Täter          | Politische Ausrichtung | Mittel                                    | Ziel                                 | Tote    | Verletzte | Hintergrund  |
| ------------------ | ---------------------------- | ----------------------------- | -------------- | ---------------------- | ----------------------------------------- | ------------------------------------ | ------- | --------- | ------------ |
| 05. Juni 2008      | Sudan                        | Anschlag in Western Equatoria | LRA            | christlich             | Brandstiftung                             | Milizlager                           | 18 (+3) |           | LRA-Konflikt |
| 01. September 2008 | Demokratische Republik Kongo | Anschlag in Haut-Uele         | LRA            | christlich             | Entführung (316 Kinder)                   |                                      | 176     |           | LRA-Konflikt |
| 17. September 2008 | Demokratische Republik Kongo | Anschlag in Haut-Uele         | LRA            | christlich             | Brandstiftung, Entführung (177 Kinder)    | Dorf                                 | 76      |           | LRA-Konflikt |
| 21. September 2008 | Demokratische Republik Kongo | Anschlag in Haut-Uele         | LRA            | christlich             |                                           | Zivilisten                           | 18      | 0         | LRA-Konflikt |
| 19. Oktober 2008   | Demokratische Republik Kongo | Anschlag auf das Dorf Bangadi | vermutlich LRA | christlich             | Schusswaffen, Brandstiftung               |                                      | 1 (+20) | 1         | LRA-Konflikt |
| 15. Dezember 2008  | Südsudan                     | Anschlag in Yambio            | LRA            | christlich             | Entführung (60)                           | Zivilisten                           | 50+     |           | LRA-Konflikt |
| 24. Dezember 2008  | Sudan                        | Anschlag nahe Sekuru          | vermutlich LRA | christlich             |                                           | Zivilisten in Fahrzeug               | 5       | 0         | LRA-Konflikt |
| 24. Dezember 2008  | Demokratische Republik Kongo | Weihnachtsmassaker 2008       | LRA            | christlich             | Äxte, Macheten, Brandstiftung, Entführung | Weihnachtskonzert, Kirche(n), Dörfer | 860+    |           | LRA-Konflikt |

## 2009
| Datum/Beginn       | Betroffenes Land             | Anschlag                      | Täter          | Politische Ausrichtung | Mittel                                        | Ziel                                                 | Tote   | Verletzte | Hintergrund  |
| ------------------ | ---------------------------- | ----------------------------- | -------------- | ---------------------- | --------------------------------------------- | ---------------------------------------------------- | ------ | --------- | ------------ |
| 02. Januar 2009    | Demokratische Republik Kongo | Anschlag in Orientale         | LRA            | christlich             | Schusswaffen                                  | Garamba-Nationalparks                                | 20     | 5         | LRA-Konflikt |
| 04. Januar 2009    | Demokratische Republik Kongo | Anschlag in Orientale         | LRA            | christlich             | Brandstiftung                                 | Dorf                                                 | 7      | 0         | LRA-Konflikt |
| 04. Januar 2009    | Sudan                        | Anschlag in Central Equatoria | vermutlich LRA | christlich             | Schusswaffen                                  | Dorf                                                 | 10     | 0         | LRA-Konflikt |
| 08. Januar 2009    | Demokratische Republik Kongo | Anschlag in Haut-Uele         | LRA            | christlich             |                                               | Dörfer                                               | 256    |           | LRA-Konflikt |
| 08. Januar 2009    | Demokratische Republik Kongo | Anschlag in Haut-Uele         | LRA            | christlich             |                                               |                                                      | 36     |           | LRA-Konflikt |
| 08. Januar 2009    | Demokratische Republik Kongo | Anschlag in Tomati, Haut-Uele | LRA            | christlich             |                                               | Dorf                                                 | 30     |           | LRA-Konflikt |
| 09. Januar 2009    | Demokratische Republik Kongo | Anschlag in Orientale         | LRA            | christlich             | Schusswaffen                                  | Dorf                                                 | 20     | 0         | LRA-Konflikt |
| 11. Januar 2009    | Demokratische Republik Kongo | Anschlag in Orientale         | vermutlich LRA | christlich             | Schusswaffen                                  | Dorf                                                 | 5–30   |           | LRA-Konflikt |
| 13. Januar 2009    | Demokratische Republik Kongo | Anschlag in Diagbe, Haut-Uele | LRA            | christlich             |                                               | Dorf                                                 | 23     |           | LRA-Konflikt |
| 16. Januar 2009    | Demokratische Republik Kongo | Anschlag in Tora, Haut-Uele   | LRA            | christlich             |                                               | Dorf                                                 | 100    |           | LRA-Konflikt |
| 17. Januar 2009    | Demokratische Republik Kongo | Anschlag in Orientale         | LRA            | christlich             | Brandstiftung, Äxte                           | Gläubige in Kirche, Zivilisten, Wohnungen, Geschäfte | 400    |           | LRA-Konflikt |
| 21. März 2009      | Demokratische Republik Kongo | Anschlag in Orientale         | LRA            | christlich             | Macheten                                      | Zivilisten                                           | 12     | 0         | LRA-Konflikt |
| 24. Mai 2009       | Demokratische Republik Kongo | Anschlag nahe Dungu           | LRA            | christlich             | Brandstiftung                                 | Dorf                                                 | 7      | 20        | LRA-Konflikt |
| 10. Juni 2009      | Demokratische Republik Kongo | Anschlag in Orientale         | vermutlich LRA | christlich             |                                               | 30 Dörfer                                            | 9      | 0         | LRA-Konflikt |
| 06. August 2009    | Demokratische Republik Kongo | Anschlag in Orientale         | LRA            | christlich             | Entführung                                    | Zivilisten                                           | 100    | 0         | LRA-Konflikt |
| 12. August 2009    | Sudan                        | Anschlag in Western Equatoria | LRA            | christlich             | Brandstiftung, Plünderung                     | Dorf                                                 | 2      | 3         | LRA-Konflikt |
| 25. September 2009 | Demokratische Republik Kongo | Anschlag in Orientale         | vermutlich LRA | christlich             | Macheten, Messer                              | Dorf                                                 | 22     | 0         | LRA-Konflikt |
| 14. Oktober 2009   | Sudan                        | Anschlag in Western Equatoria | LRA            | christlich             |                                               | Dorf                                                 | 1 (+3) | 0         | LRA-Konflikt |
| 21. Oktober 2009   | Sudan                        | Anschlag nahe Wau             | vermutlich LRA | christlich             | Schusswaffen                                  | Flüchtlingscamp für Vertriebene aus Darfur           | 5      |           | LRA-Konflikt |
| 13. November 2009  | Demokratische Republik Kongo | Anschläge nahe Dungu          | vermutlich LRA | christlich             |                                               | Dörfer                                               | 13     |           | LRA-Konflikt |
| 13. November 2009  | Sudan                        | Anschlag in Western Equatoria | LRA            | christlich             |                                               | Zivilisten                                           | 3      | 0         | LRA-Konflikt |
| 18. November 2009  | Zentralafrikanische Republik | Anschlag in Haut-Mbomou       | vermutlich LRA | christlich             | Schusswaffen, Macheten, Keulen, Brandstiftung | Dorf                                                 | 12     | 0         | LRA-Konflikt |
| 14. Dezember 2009  | Demokratische Republik Kongo | Massaker in Makombo           | LRA            | christlich             | Entführung                                    | Dörfer                                               | 321    |           | LRA-Konflikt |
| 15. Dezember 2009  | Demokratische Republik Kongo | Anschlag nahe Dungu           | vermutlich LRA | christlich             | Schusswaffen                                  | Dorf                                                 | 5      | 0         | LRA-Konflikt |
| 15. Dezember 2009  | Demokratische Republik Kongo | Anschlag in Haut-Uele         | LRA            | christlich             |                                               | Zivilisten                                           | 62     |           | LRA-Konflikt |

## 2010
| Datum/Beginn       | Betroffenes Land             | Anschlag                          | Täter          | Politische Ausrichtung | Mittel                    | Ziel                         | Tote | Verletzte | Hintergrund  |
| ------------------ | ---------------------------- | --------------------------------- | -------------- | ---------------------- | ------------------------- | ---------------------------- | ---- | --------- | ------------ |
| 02. Februar 2010   | Demokratische Republik Kongo | Anschlag in Orientale             | vermutlich LRA | christlich             | Brandstiftung, Entführung | Dorf                         | 74+  | 0         | LRA-Konflikt |
| 21. März 2010      | Zentralafrikanische Republik | Anschlag in Mbomou                | vermutlich LRA | christlich             | Entführung                | Zivilisten                   | 10   | 22        | LRA-Konflikt |
| 17. Mai 2010       | Sudan                        | Anschlag in Western Equatoria     | vermutlich LRA | christlich             | Schusswaffen              | Lokale Beamte und ihr Fahrer | 3    | 0         | LRA-Konflikt |
| 04. September 2010 | Sudan                        | Anschlag auf ein Dorf nahe Yambio | vermutlich LRA | christlich             |                           | Dorf                         | 8    | 0         | LRA-Konflikt |
| 07. September 2010 | Zentralafrikanische Republik | Anschlag nahe Ouandda Djalle      | vermutlich LRA | christlich             |                           | Dorf                         | 9    | 0         | LRA-Konflikt |
| 10. Oktober 2010   | Uganda                       | Anschlag in Gulu                  | vermutlich LRA | christlich             | Granaten                  | Tanzhallen                   | 9    | 60        | LRA-Konflikt |

## 2011
| Datum/Beginn     | Betroffenes Land             | Anschlag                      | Täter          | Politische Ausrichtung | Mittel                   | Ziel       | Tote | Verletzte | Hintergrund  |
| ---------------- | ---------------------------- | ----------------------------- | -------------- | ---------------------- | ------------------------ | ---------- | ---- | --------- | ------------ |
| 01. Februar 2011 | Sudan                        | Anschlag in Western Equatoria | vermutlich LRA | christlich             |                          | Zivilisten | 1    | 2         | LRA-Konflikt |
| 13. März 2011    | Zentralafrikanische Republik | Anschlag in Mbomou            | vermutlich LRA | christlich             | Schusswaffen, Entführung | Zivilisten | 6    | 0         | LRA-Konflikt |

## 2014
| Datum/Beginn      | Betroffenes Land             | Anschlag              | Täter | Politische Ausrichtung | Mittel                 | Ziel           | Tote | Verletzte | Hintergrund  |
| ----------------- | ---------------------------- | --------------------- | ----- | ---------------------- | ---------------------- | -------------- | ---- | --------- | ------------ |
| 25. Juli 2014     | Demokratische Republik Kongo | Anschlag in Orientale | LRA   | christlich             | Schusswaffen           | Militärcamp    | 3    | 3         | LRA-Konflikt |
| 13. Oktober 2014  | Demokratische Republik Kongo | Anschlag in Orientale | LRA   | christlich             | Macheten, Schusswaffen | Gebäude        | 4    | 2         | LRA-Konflikt |
| 27. November 2014 | Demokratische Republik Kongo | Anschlag in Dungu     | LRA   | christlich             | Schusswaffen           | FARDC-Soldaten | 5    | 0         | LRA-Konflikt |

## 2015
| Datum/Beginn      | Betroffenes Land             | Anschlag                           | Täter          | Politische Ausrichtung | Mittel                         | Ziel                             | Tote | Verletzte | Hintergrund  |
| ----------------- | ---------------------------- | ---------------------------------- | -------------- | ---------------------- | ------------------------------ | -------------------------------- | ---- | --------- | ------------ |
| 25. Januar 2015   | Südsudan                     | Anschlag in Western Bahr el Ghazal | LRA            | christlich             | Sturmgewehre, Maschinengewehre | Konvoi, Journalisten, Zivilisten | 11   | 4         | LRA-Konflikt |
| 16. Februar 2015  | Demokratische Republik Kongo | Anschlag im Nationalpark Garamba   | LRA            | christlich             | Schusswaffen                   | Zivilisten in einem Fahrzeug     | 2    | 2         | LRA-Konflikt |
| 08. Juni 2015     | Demokratische Republik Kongo | Anschlag in Orientale              | LRA            | christlich             | Schusswaffen                   | Zivilisten                       |      |           | LRA-Konflikt |
| 20. Juni 2015     | Demokratische Republik Kongo | Anschlag in Dungu                  | LRA            | christlich             | Schusswaffen                   | Park-Ranger, Soldaten            | 5    | 0         | LRA-Konflikt |
| 09. Oktober 2015  | Demokratische Republik Kongo | Anschlag in Orientale              | vermutlich LRA | christlich             | Schusswaffen                   | Militärpersonal                  | 4    | 0         | LRA-Konflikt |
| 28. Oktober 2015  | Zentralafrikanische Republik | Anschlag in Haut-Mbomou            | LRA            | christlich             | Entführung                     | Zivilisten                       | 3    | 0         | LRA-Konflikt |
| 06. November 2015 | Demokratische Republik Kongo | Anschlag in Orientale              | LRA            | christlich             | Schusswaffen, Entführung       | Dorf                             | 4    |           | LRA-Konflikt |

## 2016
| Datum/Beginn      | Betroffenes Land             | Anschlag                | Täter                                             | Politische Ausrichtung | Mittel                      | Ziel             | Tote | Verletzte | Hintergrund                                      |
| ----------------- | ---------------------------- | ----------------------- | ------------------------------------------------- | ---------------------- | --------------------------- | ---------------- | ---- | --------- | ------------------------------------------------ |
| 05. März 2016     | Zentralafrikanische Republik | Anschlag in Haute-Kotto | LRA                                               | christlich             | Entführung                  | Dorf             | 1    | ?         | Bürgerkrieg in der Zentralafrikanischen Republik |
| 17. April 2016    | Zentralafrikanische Republik | Anschlag in Mbomou      | LRA                                               | christlich             | Schusswaffen                | MINUSCA-Soldaten | 1    | 0         |                                                  |
| 15. Juni 2016     | Südsudan                     | Anschlag in Haute-Kotto | LRA / Islamic Movement for the Liberation of Raja | christlich             | Schusswaffen, Brandstiftung | Soldaten         | 41   | 5         | Sezessionskrieg im Südsudan                      |
| 18. Oktober 2016  | Zentralafrikanische Republik | Anschlag in Mbomou      | LRA                                               | christlich             | Schusswaffen                | Dorf             | 1    | 0         | Bürgerkrieg in der Zentralafrikanischen Republik |
| 18. November 2016 | Zentralafrikanische Republik | Anschlag in Obo         | LRA                                               | christlich             |                             | Hirtenlager      | 1    | 0         | Bürgerkrieg in der Zentralafrikanischen Republik |
| 02. Dezember 2016 | Zentralafrikanische Republik | Anschlag in Haute-Kotto | LRA                                               | christlich             | Sturmgewehre                | Kommune          |      |           | Bürgerkrieg in der Zentralafrikanischen Republik |

## 2017
| Datum/Beginn       | Betroffenes Land             | Anschlag                | Täter          | Politische Ausrichtung | Mittel                      | Ziel                           | Tote | Verletzte | Hintergrund                                      |
| ------------------ | ---------------------------- | ----------------------- | -------------- | ---------------------- | --------------------------- | ------------------------------ | ---- | --------- | ------------------------------------------------ |
| 03. Januar 2017    | Zentralafrikanische Republik | Anschlag in Bria        | LRA            | christlich             | Schusswaffe(n)              | Marokkanische Blauhelmsoldaten | 2    | 2         | Bürgerkrieg in der Zentralafrikanischen Republik |
| 17. März 2017      | Zentralafrikanische Republik | Anschlag in Haut-Mbomou | LRA            | christlich             |                             | Zivilisten                     | 2    |           | LRA-Konflikt                                     |
| 16. Mai 2017       | Demokratische Republik Kongo | Anschlag in Haut-Uele   | LRA            | christlich             | Schusswaffen, Brandstiftung | Militärstützpunkt              | 2+   |           | LRA-Konflikt                                     |
| 12. Juni 2017      | Demokratische Republik Kongo | Anschlag in Haut-Uele   | vermutlich LRA | christlich             |                             | Soldaten, Parkwächter          | 4    | 0         | LRA-Konflikt                                     |
| 07. September 2017 | Zentralafrikanische Republik | Anschlag in Kémo        | LRA            | christlich             | Schusswaffen                | Hilfs-LKW                      | 1    | 0         | Bürgerkrieg in der Zentralafrikanischen Republik |

## 2020
| Datum/Beginn      | Betroffenes Land             | Ort      | Quelle  | Täter | Mittel       | Ziel        | Tote | Verletzte | Entführte |
| ----------------- | ---------------------------- | -------- | ------- | ----- | ------------ | ----------- | ---- | --------- | --------- |
| 08. Juni 2020     | Demokratische Republik Kongo | Bas-Uele | [ 165 ] | LRA   | Schusswaffen | Zivilist    | 0    | 1         | 0         |
| 18. November 2020 | Demokratische Republik Kongo | Bas-Uele | [ 166 ] | LRA   |              | Bauernlager | 1    | 0         | 0         |
| 27. November 2020 | Demokratische Republik Kongo | Bas-Uele | [ 167 ] | LRA   | Entführung   | Dorf        | 0    | Mehrere   | 4         |
| 09. Dezember 2020 | Demokratische Republik Kongo | Bas-Uele | [ 168 ] | LRA   | Entführung   | Zivilist    | 0    | 0         | 3         |